# جان ویریامو جونز

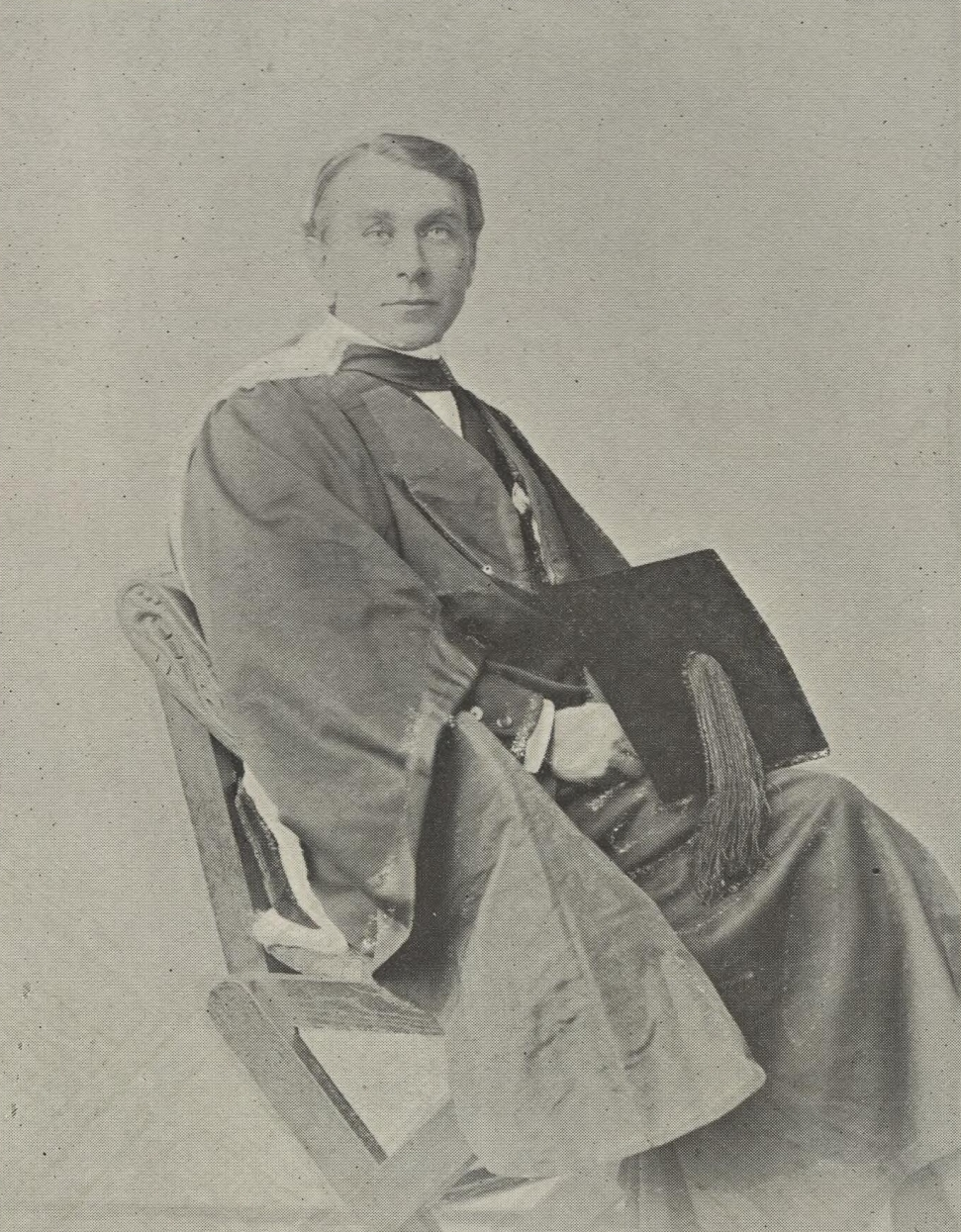
جان ویریامو جونز، ریاضی‌فیزیک‌دان اهل بریتانیا

 جان ویریامو جونز (انگلیسی: John Viriamu Jones؛ زاده ۱۸۵۶ درگذشته ۱۹۰۱) یک ریاضی‌دان، و فیزیک‌دان اهل بریتانیا بود.